# Aleksiej Biezrodny
Aleksiej Ławrientjewicz Biezrodny, ros. Алексей Лаврентьевич Безродный (ur. 5 października?/18 października 1904 w Kijowie, zm. ?) – radziecki wojskowy (kapitan), szef oddziału operacyjnego i zastępca szefa sztabu Rosyjskiej Narodowej Armii Ludowej, oficer propagandowy Ostbatalionów w okupowanej Francji, szef sztabu i zastępca dowódcy, a następnie dowódca 9 Batalionu Spadochronowo-Desantowego Sił Zbrojnych Komitetu Wyzwolenia Narodów Rosji podczas II wojny światowej.

## Życiorys
W październiku 1926 zmobilizowano go do Armii Czerwonej. Służył w 12 Dywizjonie Samochodów Pancernych. W 1928 r. ukończył kurs techników lotnictwa morskiego, zaś w 1930 kurs specjalistów jakości. Następnie skierowano go do rezerwy. Od 27 lipca 1938 był szefem bazy roboczej 107-116 odcinków robót wojskowo-roboczych, a potem pełnił obowiązki szefa zarządu robót wojskowo-budowlanych okręgu. Na pocz. 1940 jako technik wojskowy 1 rangi objął funkcję szefa wydziału ekonomicznego sztabu garnizonu Dorogobuża. 30 września 1941 w stopniu kapitana został odkomenderowany do głównego zarządu wojsk powietrznodesantowych Armii Czerwonej. 5 października został inżynierem brygadowym 214 Brygady Powietrznodesantowej. Na początku 1942 dostał się do niewoli niemieckiej. Przebywał w obozie jenieckim pod Smoleńskiem. Wiosną tego roku wraz z grupą sowieckich oficerów zgłosił gotowość wstąpienia do nowo formowanej Rosyjskiej Narodowej Armii Ludowej (RNNA). Latem objeżdżał obozy jenieckie, prowadząc werbunek do RNNA. Następnie objął funkcję szefa oddziału operacyjnego i jednocześnie zastępcy szefa sztabu RNNA. Był współinicjatorem utworzenia szkoleniowej grupy lotniczej mjr. Fiłatowa. Po przeformowaniu RNNA w 700 Wschodni Pułk Ochotniczy w lutym 1943 r., wraz z większością oficerów przeszedł do 1 Wschodniego Pułku Zapasowego „Środek” w Bobrujsku. Następnie powrócił na krótko do obozu jenieckiego. Od początku 1944 służył jako oficer propagandowy w Ostbatalionach w okupowanej Francji. Pod koniec 1944 wszedł do rezerwy oficerskiej Sił Zbrojnych KONR. Pod koniec lutego 1945 w stopniu majora został szefem sztabu i zastępcą dowódcy 9 Batalionu Spadochronowo-Desantowego ppłk. Maksima D. Kocara. Faktycznie przejął obowiązki związane z formowaniem oddziału i szkoleniem żołnierzy. W kwietniu został dowódcą batalionu. 27 kwietnia na jego czele poddał się Amerykanom. Dalsze jego losy są nieznane.